# Landvik
Landvik est une ancienne commune du Comté d'Aust-Agder en Norvège. Aujourd'hui Landvik fait partie intégrante (centre et ouest) de la commune de Grimstad.  Le centre administratif était le village de Roresanden. Les autres villages de Landvik étaient Molland, Reddal, Skiftenes, Tjore et Østerhus . Aujourd'hui, le nom de Landvik est toujours utilisé pour désigner la partie la plus à l'ouest de la ville de Grimstad.  

## Histoire
La paroisse de Hommedal  avait été constituée en tant que commune le 1er janvier 1838. En 1865, la municipalité a été rebaptisée Landvig . À l'origine, le conseil municipal se réunissait à la ferme Torp à Reddal . À partir des années 1840, le conseil se réunit à la ferme Landvik près de l'église. En 1876, le conseil a commencé à se réunir à l'école Vikmarken, juste au sud du village de Roresanden . Le 1er janvier 1883, la partie inhabitée de Tolleholmen de  la commune voisine de Birkenes est transférée à Landvik . 
Le 1er janvier 1962, la zone inhabitée de Salvestjønn dans la commune voisine d' Øyestad et la majeure partie de la commune d' Eide (504 habitants) ont été fusionnées avec la commune de Landvik. Après la fusion, Landvik avait un total de 2 433 habitants. 
Le 1er janvier 1971, les communes de Landvik et Fjære ont fusionné avec la ville de Grimstad pour créer la commune nouvelle de Grimstad. Avant la fusion, Landvik comptait 2 781 habitants.

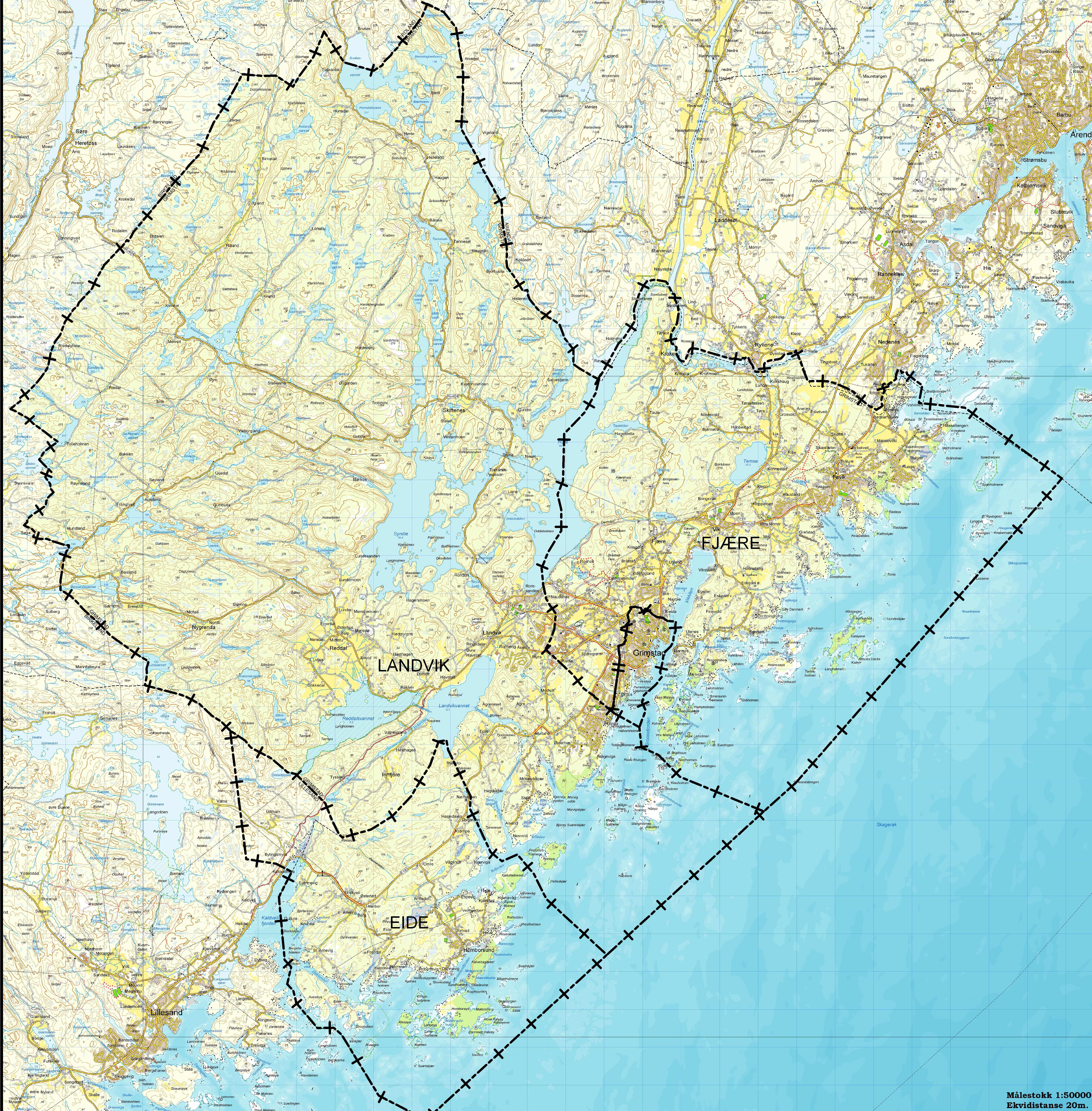
Carte de Landvik avant 1962 (montrant également les municipalités d'Eide et de Fjære et la ville de Grimstad)
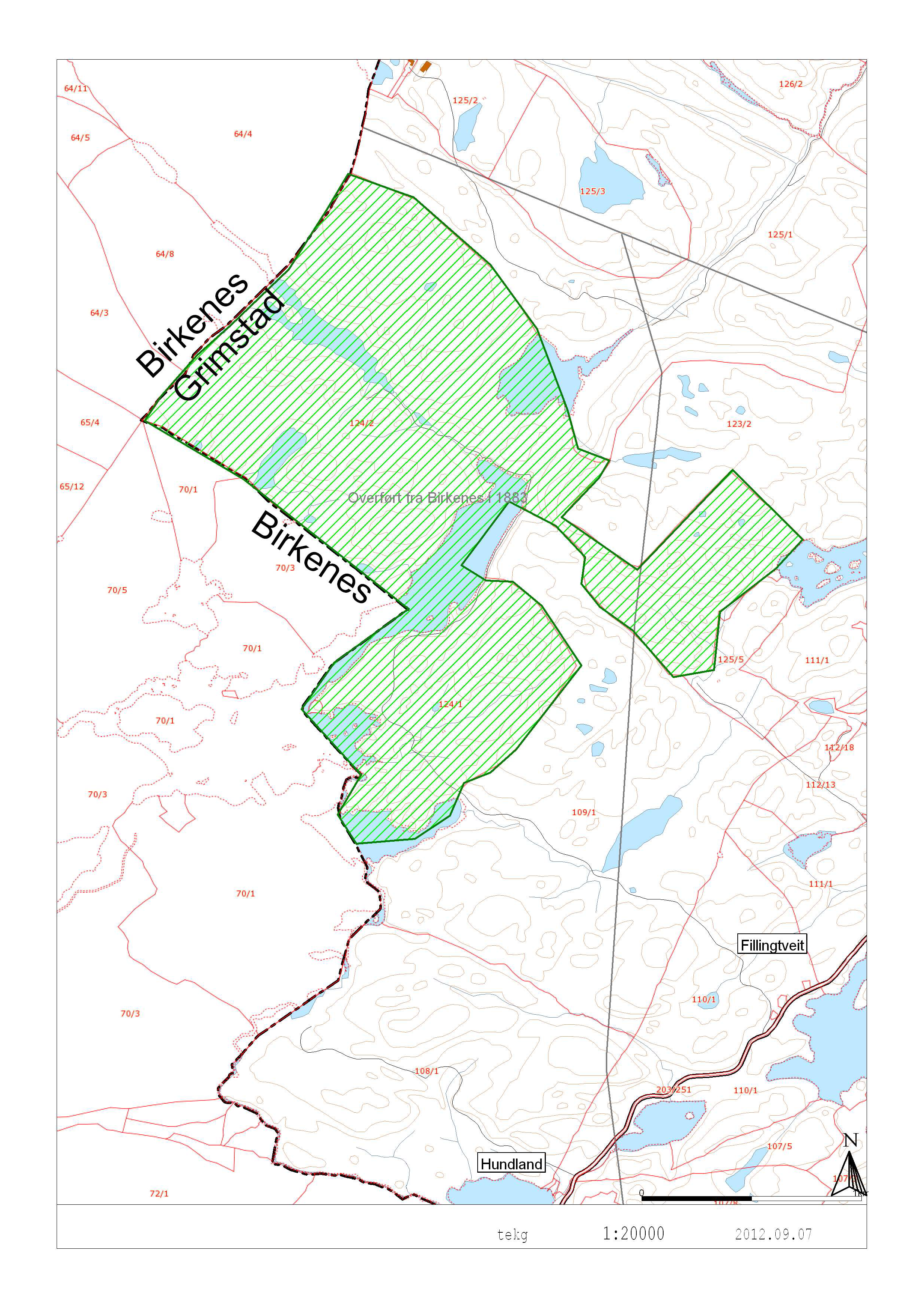
Carte de la région de Birkenes transférée à Landvik en 1883
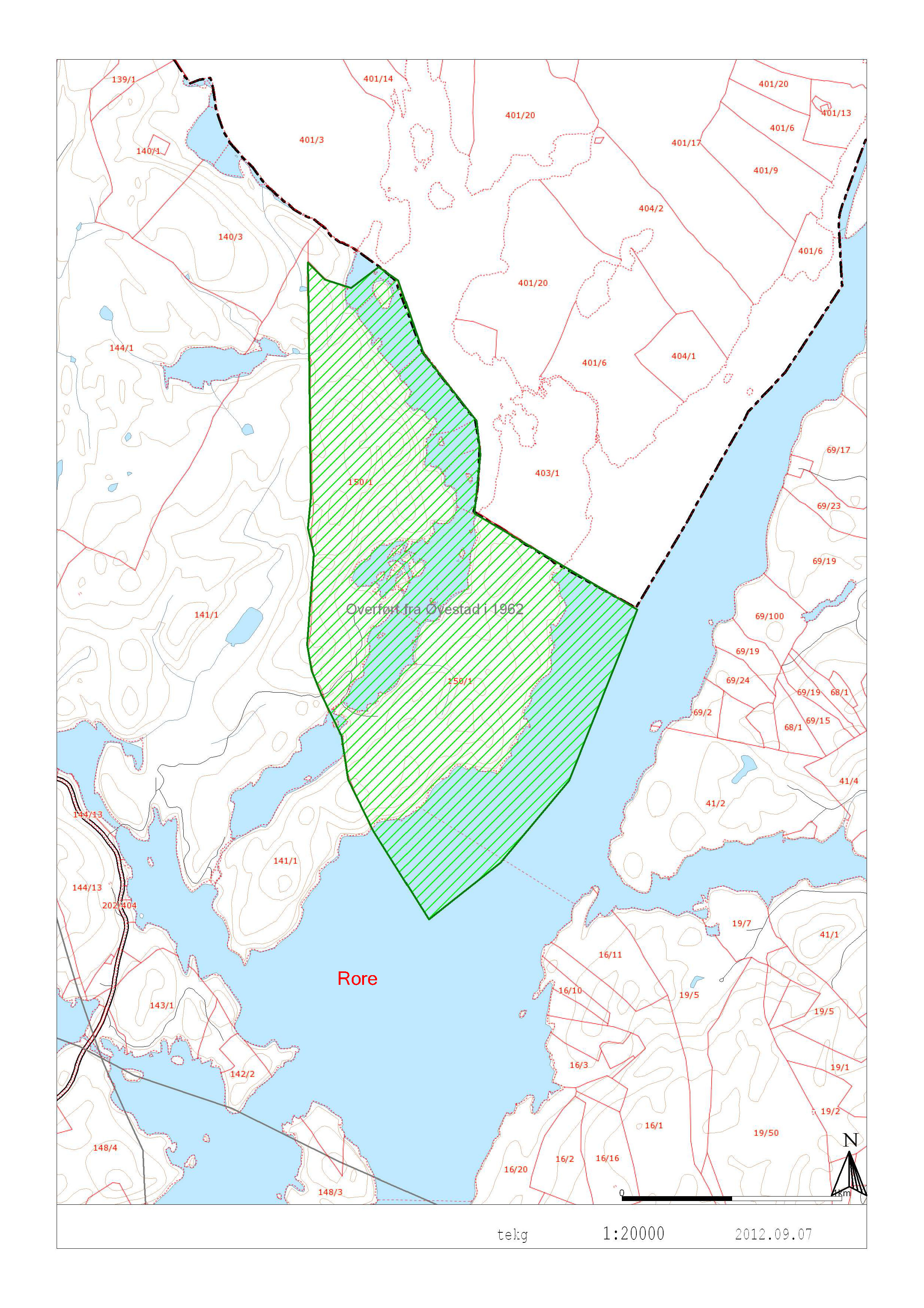
Carte de la région de Salveskjenn à Øyestad transférée à Landvik en 1962

## Ėtymologie
La municipalité (et la paroisse ) tire son nom de l'ancienne ferme Landvig car c'est là que se trouvait l'église locale. Le premier élément du nom signifie "terre" ( vieux norrois : land ) et le dernier élément (vieux norrois: Vík ) est identique au mot vik qui signifie " baie ". La ferme est située sur une baie du côté nord-est du lac Landvikvannet . De 1838 à 1865, la commune a été nommée Hommedal . En 1865, elle a été renommée Landvig, et au XXe siècle, l'orthographe a été modifié en Landvik .